# Antoni de Vallmanya
Antoni de Vallmanya va ser un notari, erudit i poeta de Barcelona del segle xv. Se'n conserven 24 poesies escrites entre el 1454 i el 1486.
Va participar en certàmens conventuals de Barcelona (1457 i 1458) i de València (1474). Al primer d'aquests concursos va guanyar la joia de la desconeixença subvencionada per Martí Bellit.
La seva obra més notable és l'anomenada Sort, on lloa les monges de Valldonzella comparant-les amb heroïnes de l'antiguitat. Hi ha notes en prosa del mateix autor, on dona informació de cadascuna de les heroïnes citades, tot indicant-ne la font.
Participà en un debat poètic amb Joan de Fogassot del qual fou jutge el futur Joan II de Catalunya-Aragó, a qui Vallmanya esmenta com a "lloctinent general de Catalunya". És un debat sobre si una dama hauria de prendre un marit vell i adinerat o un de jove i pobre. Fogassot defensa el jove i VAllmanya el gran. Aquetses pràctiques es relacionen amb entorns cortesans que recorrien a les preguntes sobre casuística amorosa com a forma d'entreteniment social.